# La speculazione edilizia
La speculazione edilizia è un romanzo di Italo Calvino, pubblicato nel 1963 nella collana "Coralli" (n. 189) di Einaudi, a seguito di una prima edizione su rivista apparsa già nel 1957.

## La trama
Si tratta di una storia ambientata in un'ignota località della riviera ligure (indicata nel testo con ***), nella quale Quinto, un giovane intellettuale che lavora in una grande città del Nord, personaggio che Calvino definisce semiautobiografico, fa ritorno.
Siamo nel mezzo degli anni cinquanta, in un'epoca di bassa marea morale e Quinto, in una crisi di pensiero dovuta ai cambiamenti e al malessere sociale e intellettuale da essi causato, si trova a reagire attraverso la repressione delle sue naturali inclinazioni: mettendo in secondo piano il suo impegno intellettuale, si mette in affari, per sentirsi al passo coi tempi; così diventa socio di un impresario di cattiva fama dedito alla speculazione edilizia, collaborando ad ingrigire lo spettacolo paesaggistico della riviera ligure.
Questa vicenda è definita dall'autore storia d'un fallimento: Quinto attua un processo di mimesi dello spirito dei tempi corrotti, spinto quasi da un desiderio di fallimento, perché in questo gioco sono sempre i peggiori che vincono.

## Calvino e la vicenda della pubblicazione
Il romanzo, risalente agli anni cinquanta, era già stato pubblicato sul numero 20 della rivista letteraria "Botteghe Oscure" nel 1957.
Dice Calvino: 
 La speculazione edilizia, La giornata d'uno scrutatore, e un terzo racconto […] sono stati concepiti insieme verso il 1955 come un trittico Cronache degli anni Cinquanta, basato sulla reazione dell'intellettuale alla negatività della realtà. […] quella serie restò incompiuta.
Tuttavia Calvino, negli anni sessanta, decise di pubblicare in volume il romanzo La speculazione edilizia, arrivando a dichiarare: 
tra le storie che ho scritto è quella in cui sento d'aver detto più cose, ed è anche quella che più si avvicina ad un romanzo, anche se è breve.

## I personaggi
In ordine di comparizione, i principali personaggi del romanzo:
- Quinto Anfossi: è il protagonista, giovane intellettuale in balia dei tempi avversi.
- La madre: madre di Quinto e Ampelio.
- Ampelio Anfossi: fratello minore di Quinto, è un giovane scienziato.
- Caisotti: un montanaro trasferitosi a ***, dove ha intrapreso la carriera d'impresario truffaldino dedito alla speculazione edilizia.
- Canal: l'avvocato degli Anfossi.
- Masera: vecchio falegname che in gioventù era nelle file del Partito Comunista con Quinto; egli ha una parte nel V capitolo, dove Quinto ne fa un modello di passatismo opposto alla modernità del Caisotti.
- Bensi: filosofo che agisce nel VII capitolo, discutendo del lavoro intellettuale con Quinto e Cerveteri.
- Cerveteri: poeta che agisce nel VII capitolo, discutendo del lavoro intellettuale con Quinto e Bensi.
- Travaglia: l'ingegnere degli Anfossi.
- Lina: la segretaria sedicenne di Caisotti.

## Edizioni
- Italo Calvino, La speculazione edilizia, in "Botteghe Oscure", XX, 1957, pp. 438–517.
- id., I racconti, Einaudi, Torino, 1958, pp. 441–520 (ed. tagliata).
- id., La speculazione edilizia, Collana I Coralli n. 189, Torino, 1963.
- id., La speculazione edilizia, Collana Nuovi Coralli n.46, Einaudi, Torino, 1973.
- id., La speculazione edilizia, Collana Libri di Italo Calvino n.I, Mondadori, Milano, 1991, pp. 148.
- id., in Romanzi e racconti, Collana i Meridiani, Mondadori, Milano, 1991, vol. 1, pp. 779–890.
- id., La speculazione edilizia, Collana Opere di Italo Calvino n.18, Oscar Mondadori, Milano, 1994-2014, ISBN 978-88-04-39028-2.